# Iberochondrostoma almacai
Iberochondrostoma almacai é uma espécie de peixe pertencente à família Cyprinidae.
A autoridade científica da espécie é Coelho, Mesquita & Collares-Pereira, tendo sido descrita no ano de 2005.

## Hábitat
Encontra-se presente em Portugal, onde é uma espécie nativa.
Os seus nomes comuns são boga-do-Sudoeste e mira-pardelha.
O seu habitat resume-se aos rios Arade e Mira.

## Descrição
Trata-se de uma espécie dulciaquícola, ameaçada. Atinge os 13 cm de comprimento padrão, com base de indivíduos de sexo indeterminado.